# Twice (canção)
"Twice" é uma canção da cantora norte-americana Christina Aguilera, gravada para seu oitavo álbum de estúdio Liberation. A faixa foi produzida e escrita pela compositora norte-americana Kirby Dockery. Lançada como single promocional nas plataformas digitais no dia 11 de maio de 2018.

## Faixas e formatos
| Downalod digital / Streaming |         |         |  |
| N.º                          | Título  | Duração |  |
| 1.                           | "Twice" | 4:02    |  |

## Desempenho
| Tabela musical (2018)                      | Melhor posição |
| ------------------------------------------ | -------------- |
| Austrália (ARIA Digital Track Chart)       | 35             |
| Espanha Digital Single Top 50 (PROMUSICAE) | 31             |
| Estados Unidos (Billboard Digital Songs)   | 42             |
| França (SNEP)                              | 169            |

## Histórico de lançamento
| País  | Data               | Formato(s)                 | Gravadora | Ref.        |
| ----- | ------------------ | -------------------------- | --------- | ----------- |
| Mundo | 11 de maio de 2018 | Download digital streaming | RCA       | [ 2 ] [ 9 ] |